# Windows Journal
Windows Journal é um aplicativo anotações, criado pela Microsoft e incluída em determinadas edições do Windows Vista e de outros sistemas operacionais do Windows. Ele permite ao usuário criar e organizar anotações manuscritas e desenhos. Ele também é capaz de simplesmente usar um mouse de computador comum para compor uma nota manuscrita, bem como um tablete gráfico ou um Tablet PC.